# Parabuteo leucorrhous
El busardo culiblanco o gavilán negro (Parabuteo leucorrhous) es una especie de ave Falconiforme de la familia
Accipitridae propia de Sudamérica. Su área de distribución se extiende desde Ecuador a Brasil y desde Argentina a Colombia. Puebla las selvas montanas.